# 勒杜克內尼鄉
46°57′N 27°56′E / 46.950°N 27.933°E
勒杜克內尼鄉（羅馬尼亞語：Comuna Răducăneni, Iași），是羅馬尼亞的鄉份，位於該國東北部，由雅西縣負責管轄，面積87平方公里，海拔高度110米，2007年人口8,091，人口密度每平方公里92人。